# Phil Watson
Philip „Phil“ Henri Watson (* 24. Oktober 1914 in Montréal, Québec; † 1. Februar 1991) war ein kanadischer Eishockeyspieler und -trainer, der in seiner aktiven Zeit von 1935 bis 1948 unter anderem für die New York Rangers und Montréal Canadiens in der National Hockey League gespielt hat.

## Karriere
Phil Watson begann seine Karriere als Eishockeyspieler bei den New York Rangers aus der National Hockey League, bei denen er am 27. Oktober 1935 einen Vertrag als Free Agent erhielt. In seinem Rookiejahr gab der Angreifer in 24 Spielen zwei Vorlagen. Zusätzlich lief er 22 Spielen für die Philadelphia Ramblers aus der Canadian-American Hockey League auf, für die er in 22 Spielen neun Tore erzielte und fünf Vorlagen gab. Mit den New York Rangers gewann er in der Saison 1939/40 erstmals den prestigeträchtigen Stanley Cup. Diesen Erfolg konnte er in der Saison 1943/44 mit den Montréal Canadiens aus seiner Heimatstadt wiederholen, ehe er zu den Rangers zurückkehrte, für die er bis 1948 weitere vier Jahre in der NHL auf dem Eis stand.
Im Anschluss an seine aktive Laufbahn war Watson zwischen 1949 und 1951 als Cheftrainer für die New York Rovers aus der Quebec Senior Hockey League und später Eastern Hockey League tätig. Daraufhin arbeitete er bis 1954 in gleicher Funktion für die Quebec Citadelles aus der Ontario Hockey Association. Anschließend pausierte der ehemalige NHL-Spieler einige Jahre mit dem Eishockey, ehe er in der Saison 1960/61 die Providence Reds aus der American Hockey League betreute. Daraufhin übernahm er das Traineramt von Milt Schmidt beim NHL-Team der Boston Bruins, wobei er bereits zu Beginn der Saison 1962/63 aufgrund von Erfolglosigkeit – Watson gewann mit Boston nur 16 von 82 Spielen – wieder von seinem Vorgänger abgelöst wurde. Von 1964 bis 1967 war der zweifache Stanley-Cup-Sieger Trainer bei den Buffalo Bisons und Quebec Aces in der AHL. Während der Saison 1972/73 war er noch einmal für die Philadelphia Blazers aus der neugegründeten World Hockey Association tätig, ehe er seine Karriere beendete.

## Erfolge und Auszeichnungen
- 1940 Stanley-Cup-Gewinn mit den New York Rangers
- 1942 NHL Second All-Star Team
- 1944 Stanley-Cup-Gewinn mit den Montréal Canadiens